# Sauverny (Ain)
Pour les articles homonymes, voir Sauverny.
Sauverny est une commune française, située dans le département de l'Ain en région Auvergne-Rhône-Alpes.

## Géographie

### Climat
Pour des articles plus généraux, voir Climat d'Auvergne-Rhône-Alpes et Climat de l'Ain.
En 2010, le climat de la commune est de type climat de montagne, selon une étude du CNRS s'appuyant sur une série de données couvrant la période 1971-2000. En 2020, Météo-France publie une typologie des climats de la France métropolitaine dans laquelle la commune est exposée à un climat de montagne ou de marges de montagne et est dans la région climatique Jura, caractérisée par une forte pluviométrie en toutes saisons (1 000 à 1 500 mm/an), des hivers rigoureux et un ensoleillement médiocre.
Pour la période 1971-2000, la température annuelle moyenne est de 9,7 °C, avec une amplitude thermique annuelle de 18,1 °C. Le cumul annuel moyen de précipitations est de 1 272 mm, avec 11,3 jours de précipitations en janvier et 9,1 jours en juillet. Pour la période 1991-2020, la température moyenne annuelle observée sur la station météorologique de Météo-France la plus proche, sur la commune de Cessy à 3 km à vol d'oiseau, est de 10,9 °C et le cumul annuel moyen de précipitations est de 1 063,2 mm,. Pour l'avenir, les paramètres climatiques de la commune estimés pour 2050 selon différents scénarios d'émission de gaz à effet de serre sont consultables sur un site dédié publié par Météo-France en novembre 2022.

## Urbanisme

### Typologie
Au 1er janvier 2024, Sauverny est catégorisée ceinture urbaine, selon la nouvelle grille communale de densité à 7 niveaux définie par l'Insee en 2022.
Elle est située hors unité urbaine. Par ailleurs la commune fait partie de l'aire d'attraction de Genève - Annemasse (partie française), dont elle est une commune de la couronne,. Cette aire, qui regroupe 158 communes, est catégorisée dans les aires de 700 000 habitants ou plus (hors Paris),.

### Occupation des sols
L'occupation des sols de la commune, telle qu'elle ressort de la base de données européenne d’occupation biophysique des sols Corine Land Cover (CLC), est marquée par l'importance des territoires agricoles (63,9 % en 2018), en diminution par rapport à 1990 (73,8 %). La répartition détaillée en 2018 est la suivante : 
terres arables (51,2 %), zones urbanisées (33,8 %), prairies (11,8 %), forêts (2,3 %), zones agricoles hétérogènes (0,9 %).
L'évolution de l’occupation des sols de la commune et de ses infrastructures peut être observée sur les différentes représentations cartographiques du territoire : la carte de Cassini (XVIIIe siècle), la carte d'état-major (1820-1866) et les cartes ou photos aériennes de l'IGN pour la période actuelle (1950 à aujourd'hui).

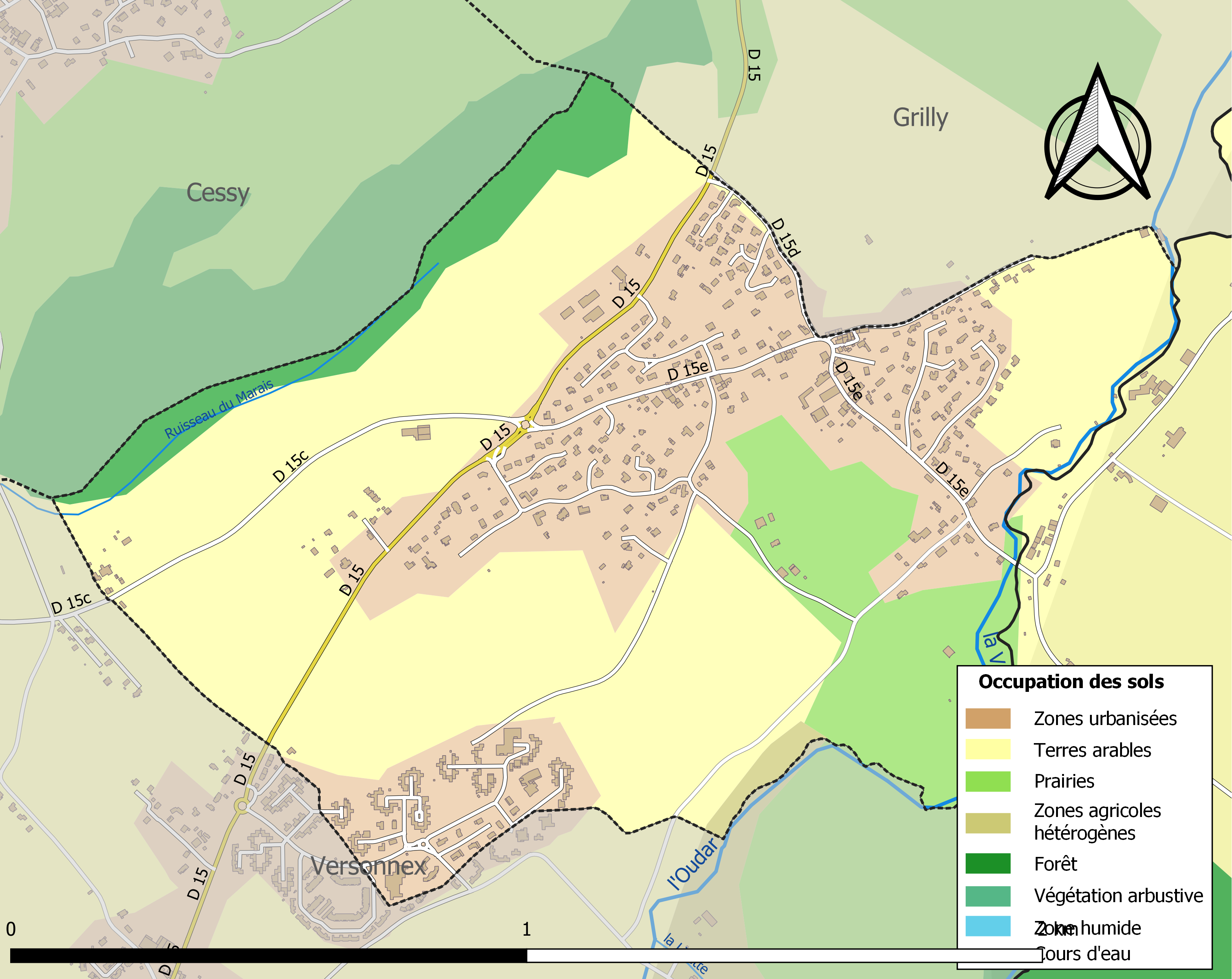
Carte des infrastructures et de l'occupation des sols de la commune en 2018 (CLC).

## Histoire

### Héraldique
| Blason de Auverny (Ain) | Blason  | De gueules au sautoir engrêlé d'or, cantonné de quatre coquilles d'argent, à l'écusson en bannière d'azur, brochant en abîme et chargé d'une fasce haussée aussi d'argent. |
| Blason de Auverny (Ain) | Détails | |

### Faits historiques
Lorsque le traité de Paris de 1815 définit la frontière franco-suisse sur la rivière la Versoix, la partie orientale de la commune fut rattachée sous le nom de Sauverny-Genève à la commune de Versoix elle-même rattachée au canton de Genève.

## Politique et administration

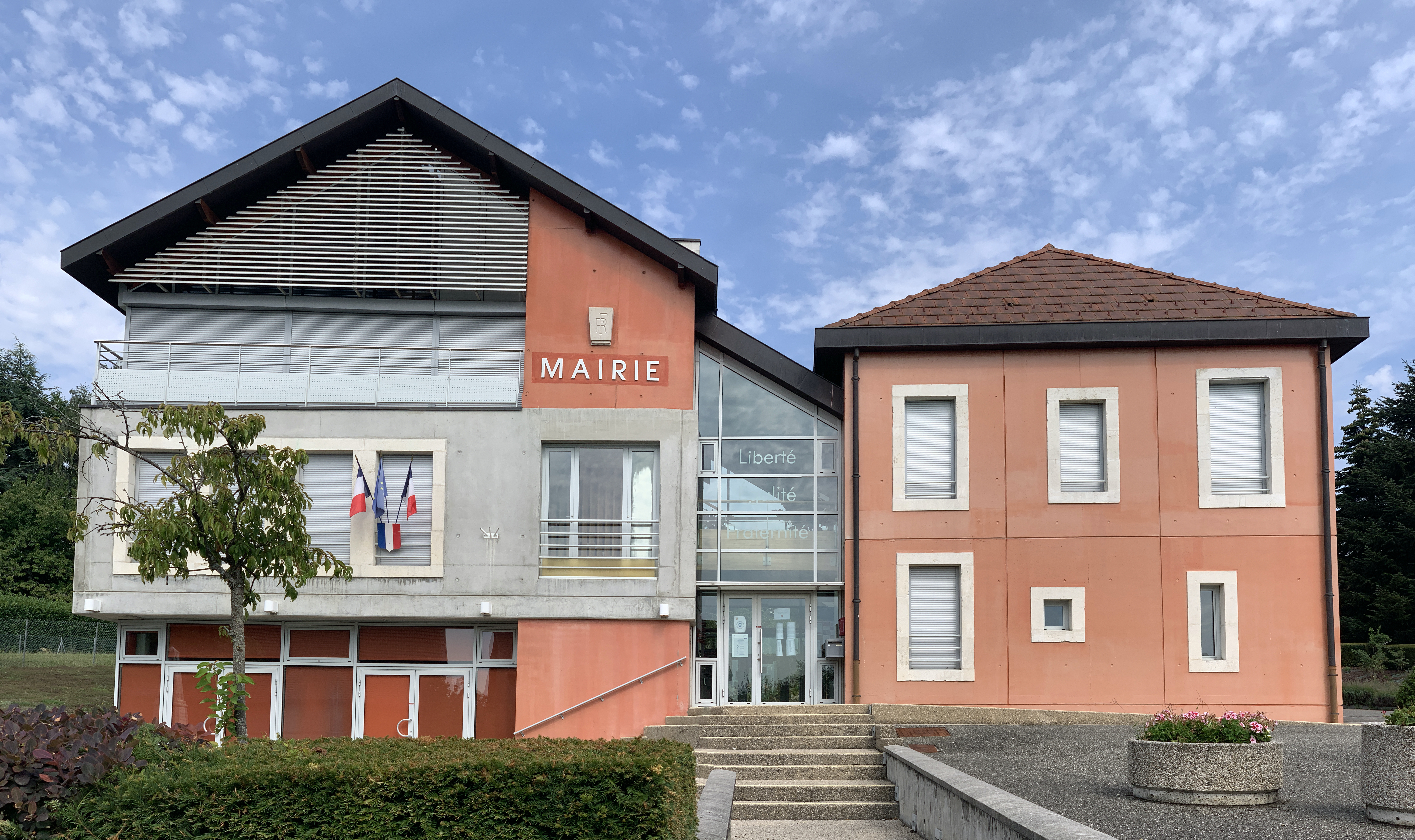
Mairie.

### Découpage territorial
La commune de Sauverny est membre de l'intercommunalité Pays de Gex Agglo, un établissement public de coopération intercommunale (EPCI) à fiscalité propre créé le 31 mai 1995 dont le siège est à Gex. Ce dernier est par ailleurs membre d'autres groupements intercommunaux.
Sur le plan administratif, elle est rattachée à l'arrondissement de Gex, au département de l'Ain et à la région Auvergne-Rhône-Alpes. Sur le plan électoral, elle dépend du  canton de Gex pour l'élection des conseillers départementaux, depuis le redécoupage cantonal de 2014 entré en vigueur en 2015, et de la troisième circonscription de l'Ain  pour les élections législatives, depuis le dernier découpage électoral de 2010.

### Administration municipale
| Période                                  | Période         | Identité           | Étiquette | Qualité         |
| ---------------------------------------- | --------------- | ------------------ | --------- | --------------- |
| avant 1981                               | ?               | Georges Bonnefoy   |           |                 |
| avant juin 1995                          | mars 2001       | Paul Bonneau       |           |                 |
| mars 2001                                | 27 février 2013 | Jacques Janier     |           |                 |
| 19 avril 2013                            | mars 2014       | Jacques Touilleux  |           |                 |
| mars 2014                                | En cours        | Isabelle Henniquau | SE        | Cadre supérieur |
| Les données manquantes sont à compléter. |                 |                    |           |                 |

## Démographie
L'évolution du nombre d'habitants est connue à travers les recensements de la population effectués dans la commune depuis 1793. Pour les communes de moins de 10 000 habitants, une enquête de recensement portant sur toute la population est réalisée tous les cinq ans, les populations de référence des années intermédiaires étant quant à elles estimées par interpolation ou extrapolation. Pour la commune, le premier recensement exhaustif entrant dans le cadre du nouveau dispositif a été réalisé en 2004.

En 2022, la commune comptait 1 003 habitants, en évolution de −2,15 % par rapport à 2016 (Ain : +5,15 %, France hors Mayotte : +2,11 %).
| 1793 | 1800 | 1806 | 1821 | 1831 | 1836 | 1841 | 1846 | 1851 |
| ---- | ---- | ---- | ---- | ---- | ---- | ---- | ---- | ---- |
| 234  | 230  | 285  | 206  | 268  | 251  | 243  | 279  | 265  |

| 1856 | 1861 | 1866 | 1872 | 1876 | 1881 | 1886 | 1891 | 1896 |
| ---- | ---- | ---- | ---- | ---- | ---- | ---- | ---- | ---- |
| 247  | 244  | 247  | 218  | 208  | 195  | 193  | 178  | 183  |

| 1901 | 1906 | 1911 | 1921 | 1926 | 1931 | 1936 | 1946 | 1954 |
| ---- | ---- | ---- | ---- | ---- | ---- | ---- | ---- | ---- |
| 186  | 188  | 161  | 173  | 182  | 162  | 155  | 154  | 164  |

| 1962 | 1968 | 1975 | 1982 | 1990  | 1999  | 2004  | 2006  | 2009  |
| ---- | ---- | ---- | ---- | ----- | ----- | ----- | ----- | ----- |
| 151  | 170  | 220  | 555  | 1 067 | 1 015 | 1 088 | 1 118 | 1 083 |

| 2014  | 2019 | 2022  | - | - | - | - | - | - |
| ----- | ---- | ----- | - | - | - | - | - | - |
| 1 048 | 978  | 1 003 | - | - | - | - | - | - |

## Sports
Football : L'équipe fanion de l'ASVGS évolue en D4 au sein du District Haute-Savoie Pays de Gex. Le club compte environ 220 licenciés allant de la catégorie U7 à Seniors.
Le club regroupe 3 Communes (Grilly, Sauverny et Versonnex).
Les équipes jouent leur match à domicile au Stade Paul Bonneau situé rue de l'Eglise.

## Lieux et monuments
- Église Saint-Maurice de Sauverny.
- Chapelle du cimetière de Sauverny.